# سیارک ۱۹۴۲
سیارک ۱۹۴۲ (به انگلیسی: 1942 Jablunka، نامگذاری:1972SA) هزار و نهصد و چهل و دومین سیارک کشف شده‌است که در ۳۰ سپتامبر ۱۹۷۲ کشف شد.
قدر مطلق سیارک برابر ۱۳٫۰۰ است.